# Panasonic Lumix DMC-G5
Panasonic Lumix DMC-G5 — «беззеркальный цифровой фотоаппарат со сменными объективами стандарта Микро 4:3 компании Panasonic», представленный летом 2012 года в Будапеште.

## Корпус
Камера выпускается в корпусе традиционной для данного класса формы и компоновки чёрного, белого и серебристого цветов. На фронтальной панели находятся объектов, кнопка его снятия и подсветка автофокуса, на задней — поворотный дисплей, электронный видоискатель, органы управления. На правой грани — разъёмы под заглушкой, на левой грани — шарнир поворотного дисплея, сверху — органы управления, стереомикрофон, встроенная вспышка, «горячий башмак», снизу — резьба для штатива, отсеки для аккумулятора и карты памяти.

## Особенности
Появилась возможность управлять точкой экспонометра и фокусировкой движением пальца по откидному дисплею.

## Отзывы в прессе
Камера получила в целом положительные оценки. В числе достоинств назывались удобная эргономика, наличие трёх цветовых вариантов корпуса, функциональность и разрешение сенсорного дисплея, не очень шумная матрица, в числе недостатков — неудачное расположение отсеков для аккумулятора и карты памяти, отсутствие быстрого переключения режимов фокусировки, качество русификации, работа автофокуса.